# دولت سکولار

کشورهای بدون دین رسمی
کشورهای دارای دین رسمی
کشورهای بدون اطلاعات کافی

یک دولت سکولار یا کشور سکولار (به انگلیسی: Secular state) دولتی و کشوری است که دین و اعتقاد در آن آزاد است و اعمال مخالف با شریعت هم در آن آزاد است، نه باورهای مذهبی را پشتیبانی می‌کند و نه با آن‌ها مخالفت می‌کند. یک دولت سکولار با تمامی شهروندان فارغ از دینداری یا بی‌دینی‌شان، یکسان رفتار می‌کند.
دولت سکولار برپایه دفاع از آزادی ادیان که هدف سکولاریسم است بنا شده‌است. از دیگر ویژگی‌های این دولت عدم دخالت دین در سیاست و قانون است. قانون همگی شهروندان را به‌طور یکسان بدون دخالت دین، تحت پوشش قرار می‌دهد و از این لحاظ تبعیضی قائل نیست.
شهروندان یک دولت سکولار مجبور نیستند که بی‌خدا باشند برای مثال در برخی کشورهای سکولار مانند هند، آمریکا یا تایلند اکثریت دین‌دار هم وجود دارند اما برخی کشورهای سکولار با حکومت بی‌خدایی هستند و شهروندان مجبور به بی خدایی هستند برای مثال چین و کره شمالی.
سکولاریسم معمولاً در پرتو عصر روشنگری در اروپا مطرح می‌شود که تأثیر اصلی را بر جوامع غربی داشته‌است. جدایی دین از سیاست در آمریکا و لائیسیته در فرانسه به‌طور گسترده‌ای بر پایه سکولاریسم رخ داده‌است ولی کشورهایی مانند ایران و عربستان و افغانستان و ... با جدایی دین از سیاست مخالف هستند.

## تعاریف
در یک کشور سکولار، دولت و قوانین دربارهٔ دین و مذهب بی‌طرف عمل می‌کنند، و هیچ فرقه یا مسلکی را رسماً ترجیح نمی‌دهد. در یک کشور سکولار، به‌طور رسمی فرقی ندارد که شهروندانش از چه دین و مذهبی باشند، و به افراد خاصی بخاطر داشتن دین و مذهب خاصی بهایی داده نمی‌شود. در یک کشور سکولار، اغلب به‌طور رسمی دین و مذهبی وجود ندارد، چرا که در کشور سکولار دین و مذهب یک امر شخصی محسوب می‌گردد.
کشور سکولار لزوماً «سیاست بی‌خدایی» ندارد، بلکه (همانند متمم اول قانون اساسی ایالات متحده آمریکا) مانع ورود مذهب در قلمرو قوانین حکومتی کشور و مانع از چیرگی و مستولی مذهبی در قیاس با مذهبی دیگر (و در نتیجه باعث حفظ توازن و حقوق همه ادیان) است. هدف از کشور سکولار، تشکیل پلورالیسم سیاسی در جامعه است.

## دولت مهم سکولار در جهان

### فرانسه
دولت فرانسه از لحاظ قانونی از به رسمیت شناختن ادیان منع شده‌است (به جز در مواردی مانند قاضی‌های نظامی و آلساک-موسل). در عوض در این کشور سازمان‌های مذهبی بر طبق قانون با شرایط خاص به رسمیت شناخته می‌شوند:
- در صورتی که هدف اصلی آن‌ها سازمان‌دهی فعالیت‌های مذهبی نباشد و فعالیت سازمان نظم عمومی جامعه را به هم نزند.

اولین بار در دهه ۱۸۸۰ با تصویب قانون ژولز فری، لائیسیته وارد نظام آموزشی فرانسه گردید، این قانون پس از سقوط دولت ارتجاعی اور درمورال پس از بحران ۱۶ مه ۱۸۷۷ تصویب شد.
امروزه اغلب گروه‌های مذهبی فرانسه لائیسیته را پذیرفته‌اند. برخی از گروه‌ها مانند گروه‌های استبدادی ارتجاعی راست‌گرا که داعیه بازگشت به زمان سلطه مکتب کاتولیک به قدرت سیاسی را در سر می‌پرورانند و برخی رهبران مسلمان که قوانین مذهبی را به قوانین کشور ارجح می‌دانند با این مکتب مخالفت می‌کنند.
لائیسیته به‌طور ذاتی به معنای دشمنی دین و سیاست نیست. طبق این مکتب دولت می‌بایست خود را از سازمان‌های مذهبی و امور مذهبی دور نگه دارد (البته تا زمانی که این سازمان‌ها بر جامعه تأثیر قابل ملاحظه‌ای ندارند). بنابراین هم دولت از دخالت سازمان‌های مذهبی مصون می‌ماند و هم سازمان‌های مذهبی از وارد شدن به مناقشات سیاسی دور می‌مانند.
رهبران سیاسی فرانسه اگر چه از بیان اظهارات مذهبی منع نشده‌اند، اما همواره از نسبت دادن سیاست‌های خود به امور مذهبی در هراس بوده‌اند. کریستین بوتین که آشکارا بر پایه امور مذهبی در مخالفت با قانون اشتراک داخلی سخن گفت و جنسیت شرکا را مورد توجه قرار داد و در مخالفت با زوج‌های همجنس‌گرا خطابه کرد (رجوع کنید به PACS) به سرعت به حاشیه رانده شد. همواره مناقشات مذهبی دربرابر دعواهای سیاسی معقول از مرتبه پایین‌تری برخوردار هستند. البته رهبران سیاسی ممکن است خود صاحب دین و مذهب باشند (برای مثال ژاک شیراک یک کاتولیک است)، اما از دخالت دادن زندگی خصوصی در امور سیاسی و دولتی منع شده‌اند.
فرانسوی‌ها مذهب را یک مسئله شخصی می‌دانند و آن را در امور نامربوط به آن دخالت نمی‌دهند. دولت فرانسه می‌بایست دین و مذهب را با یکدیگر در هم نیامی‌زد و بروز تمایلات دینی و مذهبی در دولت ممنوع است.
کلمه لائیسیته در اصل معادل فرانسوی اصطلاح «مردم عام» است، یعنی مردمی که روحانی کاتولیک نیستند. پس از انقلاب فرانسه این معنا تغییر پیدا کرده و به مفهوم جدایی دین از شاخه‌های اجرایی، قانون‌گذاری و قضایی دولت به کار رفت. در این مفهوم جدید سیاست از دین جداست و دولت از اتخاذ مواضع دینی بر حذر داشته شده‌است حتی اگر این مواضع در مورد مکاتب الحادی باشند.
اگرچه این اصطلاح در قرن نوزده به مفهوم امروزی آن نزدیکتر شد، اما دولت وقت فرانسه تا قبل از سال ۱۹۰۵ جدایی دین از سیاست را نپذیرفت اما در این سال با تصویب قانون سال ۱۹۰۵ فرانسه در مورد سکولاریسم دولت از دخالت در امور مذهبی و تأمین مالی کلیساهای کاتولیک بر حذر داشته شد. در برخی از نواحی کشور فرانسه که در آن زمان تحت سلطه آلمان بود و تا سال ۱۹۱۸ به کشور فرانسه برگردانده نشد مواردی از همکاری بین دین و سیاست به چشم می‌خورد که هنوز هم اثرات آن پابرجاست (رجوع کنید به آلساک–موسل).
این اصطلاح امروزه یکی از مفاهیم اساسی در قانون اساسی فرانسه است. بند یکم این قانون تأکید می‌کند که فرانسه یک جمهوری سکولار است. بسیاری از افراد در مورد بروز عقاید مذهبی خود محتاطانه عمل می‌کنند. همین موضوع باعث پدید آمدن انشعابات بسیاری در میان مهاجران غیر مسیحی به خصوص جامعه مسلمانان فرانسه شده‌است. اخیراً بحث‌هایی در مورد نمادهای مذهبی مانند حجاب، عمامه شیوخ و صلیب مسیحیان و همچنین ستاره داوود درگرفته است و بر حذف آن‌ها از مدارس دولتی تأکید شده‌است. بالاخره پس از سال‌ها بحث سیاسی در این مورد تصمیم گرفته شد تا این نمادها از مدارس فرانسه حذف شوند.

### ایالات متحده آمریکا
در آمریکا، اولین اصلاحیه قانون اساسی آمریکا بندهایی دارد که دولت را از دخالت در دین و تأسیس سازمان‌های دینی منع می‌کند. این قوانین توسط دادگاه برای استفاده دولت‌های فدرال و ایالتی ارائه شده‌است. هر دو بند آزادی انتخاب دین و بند تأسیس با هدف جدایی دین از سیاست به قانون افزوده شده‌اند. اما این قوانین در مکان‌های عمومی و در مورد افرادی که در این مکان‌ها مشغول به کار هستند لزوماً صادق نیست. در آمریکا کارمندان و حتی رئیس‌جمهور عقاید دینی خود را آشکارا بیان می‌کنند؛ و برخلاف فرانسه، پوشش‌های مذهبی در مدارس دولتی آمریکا کاملاً مجاز است.

### ترکیه
ترکیه کشوری است که در آن پس از جنبش غربی سازی کمال آتاتورک در سوم مارس ۱۳۰۳ و با حذف سیستم خلیفه‌ای سکولاریسم وارد عرصه سیاست شد و بر همهٔ جهت‌گیری‌های دینی کشور تأثیر گذاشت. امروزه مسلمانان سنی که اکثریت دینی ترکیه را تشکیل می‌دهند توسط وزارت امور مذهبی ترکیه اداره می‌شوند و توسط دولت منابع مالی را دریافت می‌نمایند. همه دیدگاه‌های مذهبی که رنگ و بوی سیاست دارند طبق اصول سکولاریسم سانسور می‌شوند. همه مساجدی که توسط دولت تأمین مالی می‌شوند می‌بایست محتوای جلسات هفتگی خود را به دولت اعلام و آن را تصویب نمایند. اقلیت‌های مذهبی مانند اسلام علوی، ارمنیان و ارتودکس یونانی توسط قانون اساسی به عنوان عقاید فردی شناخته می‌شوند و دولت اغلب این جهت‌گیری‌ها را تحمل می‌کند. اخیراً تأسیس مجدد گروه ارتودکس یونانی در استانبول در مسئله الحاق ترکیه به اتحادیه اروپا به یک موضوع سیاسی داغ تبدیل شد. اتحادیه اروپا چنین محدودیت‌هایی را مساوی سرکوبی آزادی‌های دینی می‌داند. با این وجود اعلام شد که اگر ارتودکس یونانی مجاز به بازگشایی مدرسه‌ای در ترکیه شود، این مذهب تنها مذهبی است که از حق داشتن یک مدرسه مذهبی برخوردار است. تلاش‌های اخیر برای غیرقانونی کردن زنا باعث ایجاد سر و صدا در اروپا شد و این قانون مانند شیوع قوانین مذهبی در ترکیه تلقی گردید. عده‌ای معتقدند که این قانون تلاشی برای مبارزه با چند شوهری بودن زنان است که هنوز در برخی مناطق روستایی ترکیه رواج دارد.

## کشورهای سکولار بر اساس قاره
لیست کشورهایی که رسماً سکولار هستند:
| آفریقا |
| --- |
| - آنگولا - بنین - بوتسوانا - بورکینافاسو - بوروندی - کامرون - کیپ ورد - چاد - جمهوری دموکراتیک کنگو - جمهوری کنگو - اتیوپی - گابن - گامبیا - گینه - گینه بیسائو - لیبریا - مالی - نامیبیا - سنگال - سومالی - آفریقای جنوبی |
| آمریکا |
| - بولیوی - برزیل - کانادا - شیلی - کلمبیا - کوبا - اکوادور - السالوادور - هندوراس - مکزیک - پاراگوئه - پرو - پورتوریکو - ایالات متحده آمریکا - اروگوئه - ونزوئلا |
| آسیا |
| - چین - هنگ کنگ - ماکائو - تایوان - هند - ژاپن - قزاقستان - کره شمالی - کره جنوبی - قرقیزستان - لائوس - مغولستان - نپال - فیلیپین - سنگاپور - تاجیکستان - تایلند - تیمور شرقی - ترکمنستان - ازبکستان - ویتنام |
| اروپا |
| - آلبانی - ارمنستان - اتریش - جمهوری آذربایجان - بلاروس - بلژیک - بوسنی و هرزگوین - بلغارستان - کرواسی - قبرس - جمهوری چک - استونی - فنلاند - فرانسه - گرجستان - آلمان - مجارستان - جمهوری ایرلند - ایتالیا - ایرلند شمالی، بریتانیا - لتونی - لیتوانی - لوکزامبورگ - مقدونیه شمالی - مولدووا - مونته‌نگرو - هلند - لهستان - پرتغال - رومانی - روسیه - اسکاتلند، بریتانیا - صربستان - اسلواکی - اسلوونی - اسپانیا - سوئد - سوئیس - ترکیه - ولز، بریتانیا |
| اقیانوسیه |
| - استرالیا - ایالات فدرال میکرونزی - نیوزیلند |

## کشورهای سابق سکولار
- بنگلادش (۱۹۷۱–۱۹۷۷): در آغاز سال ۱۹۷۱، یک جمهوری سکولار شد اما سال ۱۹۷۷، رئیس‌جمهور ضیاء الرحمن، دین اسلام را رسمی کرد.
- ایران (۱۳۰۴–۱۳۵۷): در سال ۱۳۰۴، رضا شاه، ایران را سکولار کرد اما در سال ۱۳۵۸ در قانون اساسی جدید، اسلام دین رسمی شد.
- افغانستان (۱۹۷۸–۱۹۸۶): افغانستان بعد از انقلاب ثور در سال ۱۹۷۸ سکولار شد اما در سال ۱۹۸۶، مجددا اسلام، دین رسمی اعلام شد.
- پاکستان (۱۹۵۶–۱۹۴۷)
- عراق (۱۹۳۲–۱۹۶۸): عراق سال ۱۹۳۲، پس از استقلال، سکولار شد اما در قانون اساسی ۱۳۴۷ عراق اسلام دین رسمی شد.
- ماداگاسکار (۱۹۶۰–۲۰۰۸)